# Chryso-hypnum salleanum
Chryso-hypnum salleanum är en bladmossart som beskrevs av William Russell Buck 1998. Chryso-hypnum salleanum ingår i släktet Chryso-hypnum och familjen Hypnaceae. Inga underarter finns listade i Catalogue of Life.